# Immoble a la plaça Doctor Rovira, 19
L'Immoble a la plaça Doctor Rovira, 19 és una obra de Breda (Selva) protegida com a Bé Cultural d'Interès Local.

## Descripció
Edificació formada per dos cossos de planta baixa i un pis amb coberta a dues aigües de teula àrab amb el carener paral·lel a la façana principal. La majoria de les obertures de la planta baixa han estat modificades, mentre que les de la planta primera s'han mantingut. Es tracta de tres obertures, una a la planta baixa i dues a la planta pis, amb llinda i ampit monolítics i carreus als brancals.